# アゲイン2
「アゲイン2」（アゲイン ツー）は、ゆず通算12枚目のシングル。2002年2月13日にセーニャ・アンド・カンパニーから発売された。

## 概要
この曲に続いて、翌週に次のシングル「恋の歌謡日」が発売された。
オリコンシングルチャートでは、「飛べない鳥」以来通算3作目の1位を獲得。
ミュージック・ビデオには村上隆のアートが収録されている。
「手暗がりの下」の後にシークレット・トラック「最近」が収録されている。ゆずのCDにシークレット・トラックが収録されるのははじめての試みである。

## 収録曲
1. アゲイン2　（4:03）
  - 作詞・作曲: 北川悠仁
  - 「アゲイン」を作り直したもの。「アゲイン2」発表時に「アゲイン」は未発表だった。その後「アゲイン」は2002年4月8日から6月18日までMUSIC DELI端末で限定配信され、のち、ベストアルバム『ゆずのね 1997-2007』（2007年10月3日発売）に収録された。
2. みぞれ雪　（3:54）
  - 作詞・作曲: 北川悠仁
  - 路上時代からあった曲に新しく詩を書きなおすなどして作り直した楽曲。（雑誌インタビューより）
3. 手暗がりの下　（7:42）※シークレットトラック込み
  - 作詞・作曲: 岩沢厚治

## 収録作品
- アゲイン2
  - ユズモア(アルバムバージョン)
  - Going 2001-2005
  - YUZU 20th Anniversary ALL TIME BEST ALBUM ゆずイロハ 1997-2017
- みぞれ雪
  - ユズモア
- 手暗がりの下
  - YUZU ARENA TOUR 2022 PEOPLE -ALWAYS with you-(Live Version)
- 最近　（シークレットトラック）
※アルバム未収録

## テレビ出演
- Music Lovers（日本テレビ、2009年10月18日）

## 関連人物
- 村上隆
- 寺岡呼人